# エリザベート・フィリッピーヌ・ド・フランス
エリザベート・フィリッピーヌ・ド・フランス（Élisabeth Philippine Marie Hélène de France, 1764年5月3日 - 1794年5月10日）は、フランスの王族。フランス革命の最中、兄ルイ16世と王妃マリー・アントワネットの一家と最後まで運命をともにした。マダム・エリザベート（Madame Elisabeth）と呼ばれていた。

## 生涯

### 生い立ち
フランス王太子ルイ・フェルディナンと王太子妃マリー＝ジョゼフ・ド・サクスの末娘として、ヴェルサイユ宮殿で誕生した。兄にルイ16世、プロヴァンス伯（のちのルイ18世）、アルトワ伯（のちのシャルル10世）、姉にサルデーニャ王カルロ・エマヌエーレ4世の妃クロティルドらがいる。
1歳で父を、3歳で母を亡くし、孤児となったエリザベートは姉のクロティルドと共にマルサン伯爵夫人に育てられた。この夫人の影響により修道女のごとく多くの時間を祈りに費やす信仰心と慈愛溢れる性格が形成されたといわれている。エリザベートは3人の兄達と親しく、彼らの親族を大切にした。特に兄ルイ16世夫妻とは特に親しく、19歳の誕生日にはルイ16世からはベルサイユからほど近い場に小さな領地とオランジュリー宮殿を与えられた。この当時の王族の縁談は一度嫁ぐと再び故国に戻れなかった為、全ての縁談を断り兄達の許に残ることを選択した。領地を与えられた後も家族と食事をする為にベルサイユへと通った。王妃とは非常に親しく、クロティルドがサルデーニャに嫁ぎ悲しみふせぐエリザベートを王妃マリー・アントワネットが慰め続け、自らの離宮であるプチ・トリアノンの一室へ同居を勧めるほどであった。当時のエリザベートの肖像画には、質素ではあるが王妃の影響を受けた衣装を着用する姿が描かれている。王妃とエリザベートは共通の趣味である乗馬や音楽を楽しんだ。王妃の子供達も第二の母としてエリザベートに懐き、後に共に幽閉生活を送る事になる姪のマリー・テレーズ・シャルロットは非常に叔母を慕い、エリザベートの信仰心の篤さを受け継いでいる。

### フランス革命
宮廷政治には一切関わっていなかったが、アルトワ伯とともに王族の中で最も強硬な保守主義者であった。アルトワ伯とは異なりフランス革命に際して国外へ脱出することを拒絶し、テュイルリー宮殿で国王一家と共に軟禁生活を送った。1791年6月、国王一家とともに逃亡を図ったが、ヴァレンヌで捕らえられた（ヴァレンヌ事件）。
パリへ連れ戻されたエリザベートと国王一家はタンプル塔に幽閉された。1793年1月21日のルイ16世の処刑、同年7月3日に甥ルイ・シャルル（ルイ17世）が連れ去られた時も、エリザベートは義姉マリー・アントワネット、姪マリー・テレーズ・シャルロットとともに塔内に取り残されていた。王妃は8月2日にコンシェルジュリー監獄に連行され、10月16日に処刑された。処刑の朝、王妃が義妹エリザベートに宛てて書いた遺書は彼女の元には届けられず、幽閉された2人は王妃の死を知らされないまま1年近く同室で幽閉され続けた。

### 処刑へ
1794年5月9日の就寝直前、エリザベートはコンシェルジュリーの個室へと移送され、深夜に革命裁判所にて尋問を受けた。翌日は24人の他の囚人と共に革命裁判にかけられ、国王の脱走を手助けした罪、王族や貴族の国外への亡命に資金を援助した罪で告発された。その上、彼女は甥である王太子ルイ・シャルルに性的虐待を行っていたという、突拍子もない犯罪で訴えられた。この嘘の告発は、拷問にかけられた子供により引き出されたと言われており、実際、裁判を傍聴した観衆からエリザベートに対する同情が集まり、彼女の助命を願う声が集まった。しかし数分間の短い裁判の判決は死刑であった。深夜にコンシェルジュリの個室に戻されるが、同時に革命裁判を受けた者が集まる雑居房行きを希望した。処刑を免れた人の記録によると、死刑判決がくだり嘆き悲しむ者たちに、苦悶と悲しみしかないこの世よりも喜びに溢れた天国に行くのだと力づけた。
処刑は裁判の翌日に行われた。荷馬車にて革命広場に連れられ、エリザベートは長椅子の一番処刑台に近い位置に座らさせられたが、『主よ、深き淵よりわれ汝を呼ぶ』を唱えていたという。処刑台に向かう男性は彼女に腰をかがめて会釈をし、女性はエリザベートの手に接吻をし、エリザベートは彼らを祝福した。エリザベートは台に紐で縛り付けられる際、肩にかけていたショールが取り払われ、肩を露わにされた。「礼儀を守りなさい、ムッシュー。ショールをかけなさい！」彼女が死刑執行人にそう叫んだまさにその時、ギロチンの刃が彼女の頭上から落とされた。
刑死後のエリザベートは、エランシ墓地（fr）に他のギロチン犠牲者とともに埋葬された。革命後、彼女の遺骸はカタコンブ・ド・パリに移されたままとなった。サン＝ドニ大聖堂には彼女のメダイヨンが掲げられている。